# Miguel Ignomiriello
Miguel Ubaldo Ignomiriello (La Plata, 11 giugno 1927) è un allenatore di calcio argentino.

## Carriera
Durante la sua carriera ha allenato, fra le altre, Gimnasia (LP), Estudiantes (LP), Rosario Central, gli uruguaiani del Nacional, l'Independiente, i boliviani del Bolívar, il Vélez Sarsfield e il Deportivo Quito in Ecuador.
Nel 1973 ha avuto l'occasione di allenare la nazionale argentina, restando alla guida della selecciòn per tre partite (una delle quali in condivisione con Omar Sívori).

## Statistiche

### Allenatore

#### Panchine da commissario tecnico della nazionale argentina
| Cronologia completa delle presenze e delle reti in nazionale ― Argentina | Cronologia completa delle presenze e delle reti in nazionale ― Argentina | Cronologia completa delle presenze e delle reti in nazionale ― Argentina | Cronologia completa delle presenze e delle reti in nazionale ― Argentina | Cronologia completa delle presenze e delle reti in nazionale ― Argentina | Cronologia completa delle presenze e delle reti in nazionale ― Argentina | Cronologia completa delle presenze e delle reti in nazionale ― Argentina | Cronologia completa delle presenze e delle reti in nazionale ― Argentina |
| Data                                                                     | Città                                                                    | In casa                                                                  | Risultato                                                                | Ospiti                                                                   | Competizione                                                             | Reti                                                                     | Note                                                                     |
| ------------------------------------------------------------------------ | ------------------------------------------------------------------------ | ------------------------------------------------------------------------ | ------------------------------------------------------------------------ | ------------------------------------------------------------------------ | ------------------------------------------------------------------------ | ------------------------------------------------------------------------ | ------------------------------------------------------------------------ |
| 17-5-1973                                                                | Buenos Aires                                                             | Argentina                                                                | 1 – 1                                                                    | Uruguay                                                                  | Copa Lipton                                                              | -                                                                        |                                                                          |
| 23-5-1973                                                                | Buenos Aires                                                             | Uruguay                                                                  | 1 – 1                                                                    | Argentina                                                                | Copa Newton                                                              | -                                                                        |                                                                          |
| 23-9-1973                                                                | La Paz                                                                   | Bolivia                                                                  | 0 – 1                                                                    | Argentina                                                                | Qual. Mondiali 1974                                                      | -                                                                        |                                                                          |
| Totale                                                                   |                                                                          | Presenze                                                                 | 3                                                                        |                                                                          | Reti                                                                     |                                                                          |                                                                          |

## Palmarès

### Allenatore

#### Club

##### Competizioni nazionali
- Campionato argentino: 2

San Lorenzo: 1972 Metropolitano, 1972 Nacional

#### Nazionale
- Copa Newton: 1

Argentina: 1973